# アリーゴ・ペリッチャ
アリーゴ・ペリッチャ（Arrigo Pelliccia, 1912年11月4日 -  1987年7月19日）は、イタリアのヴァイオリン奏者、ヴィオラ奏者。
ヴィアレッジョの生まれ。ヴァイオリン奏者だった父親から音楽の手ほどきを受け、父の死後はボローニャ音楽院でグイド・マロッティの薫陶を受けた。また、ローマ聖チェチーリア音楽院でアリゴ・セラート、ベルリン高等音楽院でカール・フレッシュの各氏から指導も受けた。1931年にローマでヴァイオリニストとして演奏活動を開始した。1942年にはサントリクイード三重奏団にヴァイオリン奏者として参加し、1956年にはローマ四重奏団にも加わったほか、ボッケリーニ五重奏団の第一ヴァイオリン奏者も務めた。
音楽教師としては、1934年からジョコンダ・デ・ヴィートの後任としてバーリ音楽院でヴァイオリンとヴィオラを教え、1939年にはナポリ音楽院、1959年には母校のローマ聖チェチーリア音楽院にそれぞれ転任して後進の指導に当たった。1976年にヨーロッパ弦楽器教育者協会のイタリア部会が設立された時には、初代会長を務めた。
ローマにて没。

## 注
1. ↑  アーカイブ 2019年9月6日 - ウェイバックマシン
2. ↑  “PELLICCIA, Arrigo”. 2019年9月4日時点のオリジナルよりアーカイブ。2019年9月4日閲覧。
3. ↑  アリーゴ・ペリッチャ - Discogs（英語）
4. ↑  アーカイブ 2019年9月6日 - ウェイバックマシン

| スタブアイコン | サブスタブ | この項目は、まだ閲覧者の調べものの参照としては役立たない、人物に関連した書きかけの項目です。この項目を加筆・訂正などしてくださる協力者を求めています（P:人物伝/PJ:人物伝）。 |